# Distretto di Longding
Il distretto di Longding è un distretto dell'India, si trova nello stato dell'Arunachal Pradesh e ha come capoluogo Longding.
Il distretto è stato costituito separando parte del distretto di Tirap.